# إل تورو
بلدية إل تورو (بالإسبانية: El Toro)‏، هي إحدى بلديات مقاطعة كاستيلون التي تقع في منطقة بلنسية، في شرق إسبانيا.
يبلغ عدد سكانها 288 نسمة وفقاً لإحصائية سنة (2006).